# Angelo Crespi (filosofo)
Angelo Crespi (Milano, 1877 – Londra, 1949) è stato un filosofo e giornalista italiano.

## Biografia
Collaboratore della Critica sociale di Filippo Turati, si avvicinò successivamente alle posizioni sturziane e moderniste . Collaborò a Il Rinnovamento, L'Unità (rivista fondata da Gaetano Salvemini), La Rivoluzione liberale, Coenobium. Emigrato a Londra durante il fascismo, ospitò numerosi esuli antifascisti.

## Opere principali
- Le vie della fede,	Roma, Libreria editrice romana, 1908
- Giuseppe Mazzini e la futura sintesi religiosa, Firenze, Tip. Bonducciana di A. Meozzi, 1912
- La funzione storica de l'impero britannico, Milano, Treves, 1918
- Contemporary thought of Italy, London, Williams and Norgate Limited, 1926
- Dall'io a Dio, con una nota di Tommaso Gallarati Scotti, Modena, Guanda, 1950